# Hurricane Jane
«Hurricane Jane» es el segundo sencillo del álbum Partie Traumatic, de la banda Black Kids. El sencillo fue lanzado el 23 de junio de 2008 bajo Almost Gold Recordings. Una versión demo del sencillo fue incluido en el EP Wizzard of Ahhhs, lanzado en el 2007. Fue incluido en la banda sonora del videojuego PES 2010.

## Lista de canciones
7" single (vinilo blanco)
1. "Hurricane Jane"
2. "Power in the Blood"

7" single (vinilo salmón)
1. "Hurricane Jane"
2. "You Only Call Me When You're Crying"

CD single
1. "Hurricane Jane"
2. "Hurricane Jane (The Cansecos Remix)"

## Videoclip
El videoclip de "Hurricane Jane" fue filmado en Londres en abril de 2008, y fue dirigido por Rozan & Schmeltz.

## Posicionamiento
| Listas (2008)    | Posiciones |
| ---------------- | ---------- |
| UK Singles Chart | 36         |

## Personal
- Owen Holmes – bajo
- Kevin Snow – batería
- Dawn Watley – teclado y voces
- Ali Youngblood – teclado y voces
- Reggie Youngblood – guitarra y voces